# Étoile de Bessèges 2020
Étoile de Bessèges 2020 var den 50. udgave af det franske landevejscykelløb. Løbet foregik i perioden 5. til 9. februar 2020. Løbet var en del af UCI Europe Tour 2020 og var i kategorien 2.1. Den samlede vinder af løbet blev franske Benoît Cosnefroy fra Ag2r-La Mondiale.

## Hold og ryttere
| UCI WorldTeams (7)- AG2R La Mondiale - Groupama-FDJ - Cofidis - NTT Pro Cycling - CCC Team - Trek-Segafredo - EF Pro Cycling UCI ProTeams (8)- B&B Hotels-Vital Concept p/b KTM - Arkéa-Samsic - Nippo Delko One Provence - Total Direct Énergie - Circus-Wanty Gobert - Sport Vlaanderen-Baloise - Alpecin-Fenix - Bingoal-Wallonie Bruxelles UCI Kontinentalhold (5)- Saint Michel-Auber 93 - Natura4Ever-Roubaix Lille Métropole - Equipo Kern Pharma - Cambodia Cycling Academy - Beltrami TSA-Marchiol |
| |

### Danske ryttere
- Michael Valgren kører for NTT Pro Cycling
- Andreas Stokbro kører for NTT Pro Cycling
- Magnus Cort kører for EF Pro Cycling

## Etaperne
| Etape    | Dato    | Start – Mål                 | type          | Afstand (km) | Elevation (m) | Etapevinder     | Førende rytter   |
| -------- | ------- | --------------------------- | ------------- | ------------ | ------------- | --------------- | ---------------- |
| 1. etape | 5. feb. | Bellegarde – Bellegarde     | flad etape    | 139,56       | 750 m         | Alexys Brunel   | Alexys Brunel    |
| 2. etape | 6. feb. | Milhaud – Poulx             | kuperet etape | 158,31       | 1.959 m       | Magnus Cort     | Alexys Brunel    |
| 3. etape | 7. feb. | Bessèges – Bessèges         | kuperet etape | 162,24       | 414 m         | Dries De Bondt  | Alexys Brunel    |
| 4. etape | 8. feb. | Pont du Gard – Mont Bouquet | kuperet etape | 139,68       | 2.689 m       | Ben O'Connor    | Benoît Cosnefroy |
| 5. etape | 9. feb. | Alès – Alès                 | enkeltstart   | 10,88        | 278 m         | Alberto Bettiol | Benoît Cosnefroy |

### 1. etape
| Bellegarde - Bellegarde | flad etape | (139,56 km) |

| \| Etaperesultat \| Etaperesultat \| Etaperesultat \| Etaperesultat \| Etaperesultat \| \| Rytter \| Rytter \| Hold \| Tid \| \| \| ------------- \| ----------------- \| -------------------------------- \| ------------- \| ------------- \| \| 1. \| Alexys Brunel \| Groupama-FDJ \| 3t 20' 43" \| \| \| 2. \| Benoît Cosnefroy \| AG2R La Mondiale \| + 1" \| \| \| 3. \| Edward Planckaert \| Sport Vlaanderen-Baloise \| + 3" \| \| \| 4. \| Alex Kirsch \| Trek-Segafredo \| + 5" \| \| \| 5. \| Scott Thwaites \| Alpecin-Fenix \| + 8" \| \| \| 6. \| Kevin Geniets \| Groupama-FDJ \| + 8" \| \| \| 7. \| Gijs Van Hoecke \| CCC Team \| + 8" \| \| \| 8. \| Lilian Calmejane \| Total Direct Énergie \| + 8" \| \| \| 9. \| Arthur Vichot \| B&B Hotels-Vital Concept p/b KTM \| + 8" \| \| \| 10. \| Flavien Maurelet \| Saint Michel-Auber 93 \| + 13" \| \| |                   |                                  |            |
| |                   |                                  |            |
| Kilde: ProCyclingStats |                   |                                  |            |
| Etaperesultat |                   |                                  |            |
| Rytter | Rytter            | Hold                             | Tid        |
| 1. | Alexys Brunel     | Groupama-FDJ                     | 3t 20' 43" |
| 2. | Benoît Cosnefroy  | AG2R La Mondiale                 | + 1"       |
| 3. | Edward Planckaert | Sport Vlaanderen-Baloise         | + 3"       |
| 4. | Alex Kirsch       | Trek-Segafredo                   | + 5"       |
| 5. | Scott Thwaites    | Alpecin-Fenix                    | + 8"       |
| 6. | Kevin Geniets     | Groupama-FDJ                     | + 8"       |
| 7. | Gijs Van Hoecke   | CCC Team                         | + 8"       |
| 8. | Lilian Calmejane  | Total Direct Énergie             | + 8"       |
| 9. | Arthur Vichot     | B&B Hotels-Vital Concept p/b KTM | + 8"       |
| 10. | Flavien Maurelet  | Saint Michel-Auber 93            | + 13"      |

| \| Samlede stilling \| Samlede stilling \| Samlede stilling \| Samlede stilling \| Samlede stilling \| \| Rytter \| Rytter \| Hold \| Tid \| \| \| ---------------- \| ----------------- \| -------------------------------- \| ---------------- \| ---------------- \| \| 1. \| Alexys Brunel \| Groupama-FDJ \| 3t 20' 43" \| \| \| 2. \| Benoît Cosnefroy \| AG2R La Mondiale \| + 3" \| \| \| 3. \| Edward Planckaert \| Sport Vlaanderen-Baloise \| + 10" \| \| \| 4. \| Alex Kirsch \| Trek-Segafredo \| + 16" \| \| \| 5. \| Kevin Geniets \| Groupama-FDJ \| + 17" \| \| \| 6. \| Scott Thwaites \| Alpecin-Fenix \| + 19" \| \| \| 7. \| Gijs Van Hoecke \| CCC Team \| + 19" \| \| \| 8. \| Lilian Calmejane \| Total Direct Énergie \| + 19" \| \| \| 9. \| Arthur Vichot \| B&B Hotels-Vital Concept p/b KTM \| + 19" \| \| \| 10. \| Flavien Maurelet \| Saint Michel-Auber 93 \| + 24" \| \| |                   |                                  |            |
| |                   |                                  |            |
| Kilde: ProCyclingStats |                   |                                  |            |
| Samlede stilling |                   |                                  |            |
| Rytter | Rytter            | Hold                             | Tid        |
| 1. | Alexys Brunel     | Groupama-FDJ                     | 3t 20' 43" |
| 2. | Benoît Cosnefroy  | AG2R La Mondiale                 | + 3"       |
| 3. | Edward Planckaert | Sport Vlaanderen-Baloise         | + 10"      |
| 4. | Alex Kirsch       | Trek-Segafredo                   | + 16"      |
| 5. | Kevin Geniets     | Groupama-FDJ                     | + 17"      |
| 6. | Scott Thwaites    | Alpecin-Fenix                    | + 19"      |
| 7. | Gijs Van Hoecke   | CCC Team                         | + 19"      |
| 8. | Lilian Calmejane  | Total Direct Énergie             | + 19"      |
| 9. | Arthur Vichot     | B&B Hotels-Vital Concept p/b KTM | + 19"      |
| 10. | Flavien Maurelet  | Saint Michel-Auber 93            | + 24"      |

### 2. etape
| Milhaud - Poulx | kuperet etape | (158,31 km) |

| \| Etaperesultat \| Etaperesultat \| Etaperesultat \| Etaperesultat \| Etaperesultat \| \| Rytter \| Rytter \| Hold \| Tid \| \| \| ------------- \| -------------------- \| ----------------------------------- \| ------------- \| ------------- \| \| 1. \| Magnus Cort \| EF Pro Cycling \| 3t 47' 46" \| \| \| 2. \| Edvald Boasson Hagen \| NTT Pro Cycling \| + 0" \| \| \| 3. \| Tom Devriendt \| Circus-Wanty Gobert \| + 0" \| \| \| 4. \| Anthony Turgis \| Total Direct Énergie \| + 0" \| \| \| 5. \| Emiel Vermeulen \| Natura4Ever-Roubaix Lille Métropole \| + 0" \| \| \| 6. \| Alexander Krieger \| Alpecin-Fenix \| + 0" \| \| \| 7. \| Pierre Barbier \| Nippo-Delko One Provence \| + 0" \| \| \| 8. \| Clément Venturini \| AG2R La Mondiale \| + 0" \| \| \| 9. \| Roy Jans \| Alpecin-Fenix \| + 0" \| \| \| 10. \| Biniam Girmay \| Nippo-Delko One Provence \| + 0" \| \| |                      |                                     |            |
| |                      |                                     |            |
| Kilde: ProCyclingStats |                      |                                     |            |
| Etaperesultat |                      |                                     |            |
| Rytter | Rytter               | Hold                                | Tid        |
| 1. | Magnus Cort          | EF Pro Cycling                      | 3t 47' 46" |
| 2. | Edvald Boasson Hagen | NTT Pro Cycling                     | + 0"       |
| 3. | Tom Devriendt        | Circus-Wanty Gobert                 | + 0"       |
| 4. | Anthony Turgis       | Total Direct Énergie                | + 0"       |
| 5. | Emiel Vermeulen      | Natura4Ever-Roubaix Lille Métropole | + 0"       |
| 6. | Alexander Krieger    | Alpecin-Fenix                       | + 0"       |
| 7. | Pierre Barbier       | Nippo-Delko One Provence            | + 0"       |
| 8. | Clément Venturini    | AG2R La Mondiale                    | + 0"       |
| 9. | Roy Jans             | Alpecin-Fenix                       | + 0"       |
| 10. | Biniam Girmay        | Nippo-Delko One Provence            | + 0"       |

| \| Samlede stilling \| Samlede stilling \| Samlede stilling \| Samlede stilling \| Samlede stilling \| \| Rytter \| Rytter \| Hold \| Tid \| \| \| ---------------- \| ----------------- \| -------------------------------- \| ---------------- \| ---------------- \| \| 1. \| Alexys Brunel \| Groupama-FDJ \| 7t 08' 18" \| \| \| 2. \| Benoît Cosnefroy \| AG2R La Mondiale \| + 3" \| \| \| 3. \| Edward Planckaert \| Sport Vlaanderen-Baloise \| + 10" \| \| \| 4. \| Alex Kirsch \| Trek-Segafredo \| + 16" \| \| \| 5. \| Kevin Geniets \| Groupama-FDJ \| + 17" \| \| \| 6. \| Gijs Van Hoecke \| CCC Team \| + 19" \| \| \| 7. \| Lilian Calmejane \| Total Direct Énergie \| + 19" \| \| \| 8. \| Scott Thwaites \| Alpecin-Fenix \| + 19" \| \| \| 9. \| Arthur Vichot \| B&B Hotels-Vital Concept p/b KTM \| + 19" \| \| \| 10. \| Flavien Maurelet \| Saint Michel-Auber 93 \| + 24" \| \| |                   |                                  |            |
| |                   |                                  |            |
| Kilde: ProCyclingStats |                   |                                  |            |
| Samlede stilling |                   |                                  |            |
| Rytter | Rytter            | Hold                             | Tid        |
| 1. | Alexys Brunel     | Groupama-FDJ                     | 7t 08' 18" |
| 2. | Benoît Cosnefroy  | AG2R La Mondiale                 | + 3"       |
| 3. | Edward Planckaert | Sport Vlaanderen-Baloise         | + 10"      |
| 4. | Alex Kirsch       | Trek-Segafredo                   | + 16"      |
| 5. | Kevin Geniets     | Groupama-FDJ                     | + 17"      |
| 6. | Gijs Van Hoecke   | CCC Team                         | + 19"      |
| 7. | Lilian Calmejane  | Total Direct Énergie             | + 19"      |
| 8. | Scott Thwaites    | Alpecin-Fenix                    | + 19"      |
| 9. | Arthur Vichot     | B&B Hotels-Vital Concept p/b KTM | + 19"      |
| 10. | Flavien Maurelet  | Saint Michel-Auber 93            | + 24"      |

### 3. etape
| Bessèges - Bessèges | kuperet etape | (162,24 km) |

| \| Etaperesultat \| Etaperesultat \| Etaperesultat \| Etaperesultat \| Etaperesultat \| \| Rytter \| Rytter \| Hold \| Tid \| \| \| ------------- \| ----------------- \| ----------------------------------- \| ------------- \| ------------- \| \| 1. \| Dries De Bondt \| Alpecin-Fenix \| 3t 54' 56" \| \| \| 2. \| Georg Zimmermann \| CCC Team \| + 0" \| \| \| 3. \| Magnus Cort \| EF Pro Cycling \| + 2" \| \| \| 4. \| Roy Jans \| Alpecin-Fenix \| + 2" \| \| \| 5. \| Clément Venturini \| AG2R La Mondiale \| + 2" \| \| \| 6. \| Emiel Vermeulen \| Natura4Ever-Roubaix Lille Métropole \| + 2" \| \| \| 7. \| Tom Devriendt \| Circus-Wanty Gobert \| + 2" \| \| \| 8. \| Lionel Taminiaux \| Bingoal-Wallonie Bruxelles \| + 2" \| \| \| 9. \| Robbe Ghys \| Sport Vlaanderen-Baloise \| + 2" \| \| \| 10. \| Nicolò Parisini \| Beltrami TSA-Marchiol \| + 2" \| \| |                   |                                     |            |
| |                   |                                     |            |
| Kilde: ProCyclingStats |                   |                                     |            |
| Etaperesultat |                   |                                     |            |
| Rytter | Rytter            | Hold                                | Tid        |
| 1. | Dries De Bondt    | Alpecin-Fenix                       | 3t 54' 56" |
| 2. | Georg Zimmermann  | CCC Team                            | + 0"       |
| 3. | Magnus Cort       | EF Pro Cycling                      | + 2"       |
| 4. | Roy Jans          | Alpecin-Fenix                       | + 2"       |
| 5. | Clément Venturini | AG2R La Mondiale                    | + 2"       |
| 6. | Emiel Vermeulen   | Natura4Ever-Roubaix Lille Métropole | + 2"       |
| 7. | Tom Devriendt     | Circus-Wanty Gobert                 | + 2"       |
| 8. | Lionel Taminiaux  | Bingoal-Wallonie Bruxelles          | + 2"       |
| 9. | Robbe Ghys        | Sport Vlaanderen-Baloise            | + 2"       |
| 10. | Nicolò Parisini   | Beltrami TSA-Marchiol               | + 2"       |

| \| Samlede stilling \| Samlede stilling \| Samlede stilling \| Samlede stilling \| Samlede stilling \| \| Rytter \| Rytter \| Hold \| Tid \| \| \| ---------------- \| ----------------- \| -------------------------------- \| ---------------- \| ---------------- \| \| 1. \| Alexys Brunel \| Groupama-FDJ \| 11t 03' 16" \| \| \| 2. \| Benoît Cosnefroy \| AG2R La Mondiale \| + 3" \| \| \| 3. \| Edward Planckaert \| Sport Vlaanderen-Baloise \| + 10" \| \| \| 4. \| Alex Kirsch \| Trek-Segafredo \| + 16" \| \| \| 5. \| Kevin Geniets \| Groupama-FDJ \| + 17" \| \| \| 6. \| Scott Thwaites \| Alpecin-Fenix \| + 19" \| \| \| 7. \| Gijs Van Hoecke \| CCC Team \| + 19" \| \| \| 8. \| Lilian Calmejane \| Total Direct Énergie \| + 19" \| \| \| 9. \| Arthur Vichot \| B&B Hotels-Vital Concept p/b KTM \| + 19" \| \| \| 10. \| Flavien Maurelet \| Saint Michel-Auber 93 \| + 24" \| \| |                   |                                  |             |
| |                   |                                  |             |
| Kilde: ProCyclingStats |                   |                                  |             |
| Samlede stilling |                   |                                  |             |
| Rytter | Rytter            | Hold                             | Tid         |
| 1. | Alexys Brunel     | Groupama-FDJ                     | 11t 03' 16" |
| 2. | Benoît Cosnefroy  | AG2R La Mondiale                 | + 3"        |
| 3. | Edward Planckaert | Sport Vlaanderen-Baloise         | + 10"       |
| 4. | Alex Kirsch       | Trek-Segafredo                   | + 16"       |
| 5. | Kevin Geniets     | Groupama-FDJ                     | + 17"       |
| 6. | Scott Thwaites    | Alpecin-Fenix                    | + 19"       |
| 7. | Gijs Van Hoecke   | CCC Team                         | + 19"       |
| 8. | Lilian Calmejane  | Total Direct Énergie             | + 19"       |
| 9. | Arthur Vichot     | B&B Hotels-Vital Concept p/b KTM | + 19"       |
| 10. | Flavien Maurelet  | Saint Michel-Auber 93            | + 24"       |

### 4. etape
| Pont du Gard - Mont Bouquet | kuperet etape | (139,68 km) |

| \| Etaperesultat \| Etaperesultat \| Etaperesultat \| Etaperesultat \| Etaperesultat \| \| Rytter \| Rytter \| Hold \| Tid \| \| \| ------------- \| ------------------------------ \| -------------------------- \| ------------- \| ------------- \| \| 1. \| Ben O'Connor \| NTT Pro Cycling \| 3t 20' 29" \| \| \| 2. \| Simon Clarke \| EF Pro Cycling \| + 16" \| \| \| 3. \| Kamil Małecki \| CCC Team \| + 16" \| \| \| 4. \| Alberto Bettiol \| EF Pro Cycling \| + 26" \| \| \| 5. \| Benoît Cosnefroy \| AG2R La Mondiale \| + 29" \| \| \| 6. \| Diego Rosa \| Arkéa-Samsic \| + 33" \| \| \| 7. \| Laurens Huys \| Bingoal-Wallonie Bruxelles \| + 36" \| \| \| 8. \| Nicolas Edet \| Cofidis \| + 36" \| \| \| 9. \| Aurélien Paret-Peintre \| AG2R La Mondiale \| + 38" \| \| \| 10. \| Daniel Alejandro Méndez Noreña \| Equipo Kern Pharma \| + 41" \| \| |                                |                            |            |
| |                                |                            |            |
| Kilde: ProCyclingStats |                                |                            |            |
| Etaperesultat |                                |                            |            |
| Rytter | Rytter                         | Hold                       | Tid        |
| 1. | Ben O'Connor                   | NTT Pro Cycling            | 3t 20' 29" |
| 2. | Simon Clarke                   | EF Pro Cycling             | + 16"      |
| 3. | Kamil Małecki                  | CCC Team                   | + 16"      |
| 4. | Alberto Bettiol                | EF Pro Cycling             | + 26"      |
| 5. | Benoît Cosnefroy               | AG2R La Mondiale           | + 29"      |
| 6. | Diego Rosa                     | Arkéa-Samsic               | + 33"      |
| 7. | Laurens Huys                   | Bingoal-Wallonie Bruxelles | + 36"      |
| 8. | Nicolas Edet                   | Cofidis                    | + 36"      |
| 9. | Aurélien Paret-Peintre         | AG2R La Mondiale           | + 38"      |
| 10. | Daniel Alejandro Méndez Noreña | Equipo Kern Pharma         | + 41"      |

| \| Samlede stilling \| Samlede stilling \| Samlede stilling \| Samlede stilling \| Samlede stilling \| \| Rytter \| Rytter \| Hold \| Tid \| \| \| ---------------- \| ------------------------------ \| -------------------------- \| ---------------- \| ---------------- \| \| 1. \| Benoît Cosnefroy \| AG2R La Mondiale \| 14t 24' 17" \| \| \| 2. \| Alexys Brunel \| Groupama-FDJ \| + 24" \| \| \| 3. \| Alberto Bettiol \| EF Pro Cycling \| + 40" \| \| \| 4. \| Lilian Calmejane \| Total Direct Énergie \| + 43" \| \| \| 5. \| Kevin Geniets \| Groupama-FDJ \| + 45" \| \| \| 6. \| Edward Planckaert \| Sport Vlaanderen-Baloise \| + 1' 12" \| \| \| 7. \| Aurélien Paret-Peintre \| AG2R La Mondiale \| + 1' 25" \| \| \| 8. \| Laurens Huys \| Bingoal-Wallonie Bruxelles \| + 1' 28" \| \| \| 9. \| Damien Touzé \| Cofidis \| + 1' 29" \| \| \| 10. \| Daniel Alejandro Méndez Noreña \| Equipo Kern Pharma \| + 1' 33" \| \| |                                |                            |             |
| |                                |                            |             |
| Kilde: ProCyclingStats |                                |                            |             |
| Samlede stilling |                                |                            |             |
| Rytter | Rytter                         | Hold                       | Tid         |
| 1. | Benoît Cosnefroy               | AG2R La Mondiale           | 14t 24' 17" |
| 2. | Alexys Brunel                  | Groupama-FDJ               | + 24"       |
| 3. | Alberto Bettiol                | EF Pro Cycling             | + 40"       |
| 4. | Lilian Calmejane               | Total Direct Énergie       | + 43"       |
| 5. | Kevin Geniets                  | Groupama-FDJ               | + 45"       |
| 6. | Edward Planckaert              | Sport Vlaanderen-Baloise   | + 1' 12"    |
| 7. | Aurélien Paret-Peintre         | AG2R La Mondiale           | + 1' 25"    |
| 8. | Laurens Huys                   | Bingoal-Wallonie Bruxelles | + 1' 28"    |
| 9. | Damien Touzé                   | Cofidis                    | + 1' 29"    |
| 10. | Daniel Alejandro Méndez Noreña | Equipo Kern Pharma         | + 1' 33"    |

### 5. etape
| Alès - Alès | enkeltstart | (10,88 km) |

| \| Etaperesultat \| Etaperesultat \| Etaperesultat \| Etaperesultat \| Etaperesultat \| \| Rytter \| Rytter \| Hold \| Tid \| \| \| ------------- \| ---------------------- \| ---------------- \| ------------- \| ------------- \| \| 1. \| Alberto Bettiol \| EF Pro Cycling \| 15' 13" \| \| \| 2. \| Magnus Cort \| EF Pro Cycling \| + 9" \| \| \| 3. \| Pierre Latour \| AG2R La Mondiale \| + 15" \| \| \| 4. \| Alexys Brunel \| Groupama-FDJ \| + 17" \| \| \| 5. \| Michael Valgren \| NTT Pro Cycling \| + 24" \| \| \| 6. \| Ben O'Connor \| NTT Pro Cycling \| + 25" \| \| \| 7. \| Benoît Cosnefroy \| AG2R La Mondiale \| + 27" \| \| \| 8. \| Aurélien Paret-Peintre \| AG2R La Mondiale \| + 28" \| \| \| 9. \| Edvald Boasson Hagen \| NTT Pro Cycling \| + 29" \| \| \| 10. \| Kamil Małecki \| CCC Team \| + 31" \| \| |                        |                  |         |
| |                        |                  |         |
| Kilde: ProCyclingStats |                        |                  |         |
| Etaperesultat |                        |                  |         |
| Rytter | Rytter                 | Hold             | Tid     |
| 1. | Alberto Bettiol        | EF Pro Cycling   | 15' 13" |
| 2. | Magnus Cort            | EF Pro Cycling   | + 9"    |
| 3. | Pierre Latour          | AG2R La Mondiale | + 15"   |
| 4. | Alexys Brunel          | Groupama-FDJ     | + 17"   |
| 5. | Michael Valgren        | NTT Pro Cycling  | + 24"   |
| 6. | Ben O'Connor           | NTT Pro Cycling  | + 25"   |
| 7. | Benoît Cosnefroy       | AG2R La Mondiale | + 27"   |
| 8. | Aurélien Paret-Peintre | AG2R La Mondiale | + 28"   |
| 9. | Edvald Boasson Hagen   | NTT Pro Cycling  | + 29"   |
| 10. | Kamil Małecki          | CCC Team         | + 31"   |

## Resultater
| \| Samlede stilling \| Samlede stilling \| Samlede stilling \| Samlede stilling \| Samlede stilling \| \| Rytter \| Rytter \| Hold \| Tid \| \| \| ---------------- \| ---------------------- \| -------------------------------- \| ---------------- \| ---------------- \| \| 1. \| Benoît Cosnefroy \| AG2R La Mondiale \| 14t 39' 57" \| \| \| 2. \| Alberto Bettiol \| EF Pro Cycling \| + 13" \| \| \| 3. \| Alexys Brunel \| Groupama-FDJ \| + 14" \| \| \| 4. \| Kevin Geniets \| Groupama-FDJ \| + 1' 02" \| \| \| 5. \| Lilian Calmejane \| Total Direct Énergie \| + 1' 05" \| \| \| 6. \| Aurélien Paret-Peintre \| AG2R La Mondiale \| + 1' 26" \| \| \| 7. \| Damien Touzé \| Cofidis \| + 1' 45" \| \| \| 8. \| Aimé De Gendt \| Circus-Wanty Gobert \| + 2' 14" \| \| \| 9. \| Jimmy Janssens \| Alpecin-Fenix \| + 2' 17" \| \| \| 10. \| Edward Planckaert \| Sport Vlaanderen-Baloise \| + 2' 19" \| \| \| 11. \| Valentin Madouas \| Groupama-FDJ \| + 2' 21" \| \| \| 12. \| Xandro Meurisse \| Circus-Wanty Gobert \| + 2' 22" \| \| \| 13. \| Arthur Vichot \| B&B Hotels-Vital Concept p/b KTM \| + 2' 22" \| \| \| 14. \| Anthony Perez \| Cofidis \| + 2' 28" \| \| \| 15. \| Laurens Huys \| Bingoal-Wallonie Bruxelles \| + 2' 33" \| \| |                        |                                  |             |
| |                        |                                  |             |
| Kilde: ProCyclingStats |                        |                                  |             |
| Samlede stilling |                        |                                  |             |
| Rytter | Rytter                 | Hold                             | Tid         |
| 1. | Benoît Cosnefroy       | AG2R La Mondiale                 | 14t 39' 57" |
| 2. | Alberto Bettiol        | EF Pro Cycling                   | + 13"       |
| 3. | Alexys Brunel          | Groupama-FDJ                     | + 14"       |
| 4. | Kevin Geniets          | Groupama-FDJ                     | + 1' 02"    |
| 5. | Lilian Calmejane       | Total Direct Énergie             | + 1' 05"    |
| 6. | Aurélien Paret-Peintre | AG2R La Mondiale                 | + 1' 26"    |
| 7. | Damien Touzé           | Cofidis                          | + 1' 45"    |
| 8. | Aimé De Gendt          | Circus-Wanty Gobert              | + 2' 14"    |
| 9. | Jimmy Janssens         | Alpecin-Fenix                    | + 2' 17"    |
| 10. | Edward Planckaert      | Sport Vlaanderen-Baloise         | + 2' 19"    |
| 11. | Valentin Madouas       | Groupama-FDJ                     | + 2' 21"    |
| 12. | Xandro Meurisse        | Circus-Wanty Gobert              | + 2' 22"    |
| 13. | Arthur Vichot          | B&B Hotels-Vital Concept p/b KTM | + 2' 22"    |
| 14. | Anthony Perez          | Cofidis                          | + 2' 28"    |
| 15. | Laurens Huys           | Bingoal-Wallonie Bruxelles       | + 2' 33"    |

| Samlede stilling | Samlede stilling       | Samlede stilling                 | Samlede stilling | Samlede stilling |
| Rytter           | Rytter                 | Hold                             | Tid              |                  |
| ---------------- | ---------------------- | -------------------------------- | ---------------- | ---------------- |
| 1.               | Benoît Cosnefroy       | AG2R La Mondiale                 | 14t 39' 57"      |                  |
| 2.               | Alberto Bettiol        | EF Pro Cycling                   | + 13"            |                  |
| 3.               | Alexys Brunel          | Groupama-FDJ                     | + 14"            |                  |
| 4.               | Kevin Geniets          | Groupama-FDJ                     | + 1' 02"         |                  |
| 5.               | Lilian Calmejane       | Total Direct Énergie             | + 1' 05"         |                  |
| 6.               | Aurélien Paret-Peintre | AG2R La Mondiale                 | + 1' 26"         |                  |
| 7.               | Damien Touzé           | Cofidis                          | + 1' 45"         |                  |
| 8.               | Aimé De Gendt          | Circus-Wanty Gobert              | + 2' 14"         |                  |
| 9.               | Jimmy Janssens         | Alpecin-Fenix                    | + 2' 17"         |                  |
| 10.              | Edward Planckaert      | Sport Vlaanderen-Baloise         | + 2' 19"         |                  |
| 11.              | Valentin Madouas       | Groupama-FDJ                     | + 2' 21"         |                  |
| 12.              | Xandro Meurisse        | Circus-Wanty Gobert              | + 2' 22"         |                  |
| 13.              | Arthur Vichot          | B&B Hotels-Vital Concept p/b KTM | + 2' 22"         |                  |
| 14.              | Anthony Perez          | Cofidis                          | + 2' 28"         |                  |
| 15.              | Laurens Huys           | Bingoal-Wallonie Bruxelles       | + 2' 33"         |                  |

| Pointkonkurrence | Pointkonkurrence     | Pointkonkurrence    | Pointkonkurrence | Pointkonkurrence |
| Rytter           | Rytter               | Hold                | Point            |                  |
| ---------------- | -------------------- | ------------------- | ---------------- | ---------------- |
| 1.               | Magnus Cort          | EF Pro Cycling      | 66 point         |                  |
| 2.               | Benoît Cosnefroy     | AG2R La Mondiale    | 47 point         |                  |
| 3.               | Alexys Brunel        | Groupama-FDJ        | 44 point         |                  |
| 4.               | Alberto Bettiol      | EF Pro Cycling      | 39 point         |                  |
| 5.               | Ben O'Connor         | NTT Pro Cycling     | 37 point         |                  |
| 6.               | Edvald Boasson Hagen | NTT Pro Cycling     | 31 point         |                  |
| 7.               | Georg Zimmermann     | CCC Team            | 28 point         |                  |
| 8.               | Dries De Bondt       | Alpecin-Fenix       | 27 point         |                  |
| 9.               | Tom Devriendt        | Circus-Wanty Gobert | 25 point         |                  |
| 10.              | Kamil Małecki        | CCC Team            | 22 point         |                  |

| Pointkonkurrence | Pointkonkurrence     | Pointkonkurrence    | Pointkonkurrence | Pointkonkurrence |
| Rytter           | Rytter               | Hold                | Point            |                  |
| ---------------- | -------------------- | ------------------- | ---------------- | ---------------- |
| 1.               | Magnus Cort          | EF Pro Cycling      | 66 point         |                  |
| 2.               | Benoît Cosnefroy     | AG2R La Mondiale    | 47 point         |                  |
| 3.               | Alexys Brunel        | Groupama-FDJ        | 44 point         |                  |
| 4.               | Alberto Bettiol      | EF Pro Cycling      | 39 point         |                  |
| 5.               | Ben O'Connor         | NTT Pro Cycling     | 37 point         |                  |
| 6.               | Edvald Boasson Hagen | NTT Pro Cycling     | 31 point         |                  |
| 7.               | Georg Zimmermann     | CCC Team            | 28 point         |                  |
| 8.               | Dries De Bondt       | Alpecin-Fenix       | 27 point         |                  |
| 9.               | Tom Devriendt        | Circus-Wanty Gobert | 25 point         |                  |
| 10.              | Kamil Małecki        | CCC Team            | 22 point         |                  |

| Bjergkonkurrence | Bjergkonkurrence | Bjergkonkurrence                 | Bjergkonkurrence | Bjergkonkurrence |
| Rytter           | Rytter           | Hold                             | Point            |                  |
| ---------------- | ---------------- | -------------------------------- | ---------------- | ---------------- |
| 1.               | Georg Zimmermann | CCC Team                         | 28 point         |                  |
| 2.               | Martí Márquez    | Equipo Kern Pharma               | 22 point         |                  |
| 3.               | Simon Clarke     | EF Pro Cycling                   | 18 point         |                  |
| 4.               | Ben O'Connor     | NTT Pro Cycling                  | 14 point         |                  |
| 5.               | Maxime Cam       | B&B Hotels-Vital Concept p/b KTM | 14 point         |                  |
| 6.               | Benoît Cosnefroy | AG2R La Mondiale                 | 12 point         |                  |
| 7.               | Pierre Latour    | AG2R La Mondiale                 | 10 point         |                  |
| 8.               | Dimitri Claeys   | Cofidis                          | 10 point         |                  |
| 9.               | Kevin Geniets    | Groupama-FDJ                     | 10 point         |                  |
| 10.              | Kamil Małecki    | CCC Team                         | 10 point         |                  |

| Bjergkonkurrence | Bjergkonkurrence | Bjergkonkurrence                 | Bjergkonkurrence | Bjergkonkurrence |
| Rytter           | Rytter           | Hold                             | Point            |                  |
| ---------------- | ---------------- | -------------------------------- | ---------------- | ---------------- |
| 1.               | Georg Zimmermann | CCC Team                         | 28 point         |                  |
| 2.               | Martí Márquez    | Equipo Kern Pharma               | 22 point         |                  |
| 3.               | Simon Clarke     | EF Pro Cycling                   | 18 point         |                  |
| 4.               | Ben O'Connor     | NTT Pro Cycling                  | 14 point         |                  |
| 5.               | Maxime Cam       | B&B Hotels-Vital Concept p/b KTM | 14 point         |                  |
| 6.               | Benoît Cosnefroy | AG2R La Mondiale                 | 12 point         |                  |
| 7.               | Pierre Latour    | AG2R La Mondiale                 | 10 point         |                  |
| 8.               | Dimitri Claeys   | Cofidis                          | 10 point         |                  |
| 9.               | Kevin Geniets    | Groupama-FDJ                     | 10 point         |                  |
| 10.              | Kamil Małecki    | CCC Team                         | 10 point         |                  |

| Ungdomskonkurrence | Ungdomskonkurrence             | Ungdomskonkurrence         | Ungdomskonkurrence | Ungdomskonkurrence |
| Rytter             | Rytter                         | Hold                       | Tid                |                    |
| ------------------ | ------------------------------ | -------------------------- | ------------------ | ------------------ |
| 1.                 | Alexys Brunel                  | Groupama-FDJ               | 14t 40' 11"        |                    |
| 2.                 | Kevin Geniets                  | Groupama-FDJ               | + 48"              |                    |
| 3.                 | Laurens Huys                   | Bingoal-Wallonie Bruxelles | + 2' 19"           |                    |
| 4.                 | Daniel Alejandro Méndez Noreña | Equipo Kern Pharma         | + 2' 19"           |                    |
| 5.                 | Thibault Guernalec             | Arkéa-Samsic               | + 2' 28"           |                    |
| 6.                 | Mathieu Burgaudeau             | Total Direct Énergie       | + 2' 58"           |                    |
| 7.                 | Ibon Ruiz                      | Equipo Kern Pharma         | + 3' 22"           |                    |
| 8.                 | Georg Zimmermann               | CCC Team                   | + 3' 59"           |                    |
| 9.                 | Biniam Girmay                  | Nippo-Delko One Provence   | + 4' 25"           |                    |
| 10.                | Quinn Simmons                  | Trek-Segafredo             | + 5' 08"           |                    |

| Ungdomskonkurrence | Ungdomskonkurrence             | Ungdomskonkurrence         | Ungdomskonkurrence | Ungdomskonkurrence |
| Rytter             | Rytter                         | Hold                       | Tid                |                    |
| ------------------ | ------------------------------ | -------------------------- | ------------------ | ------------------ |
| 1.                 | Alexys Brunel                  | Groupama-FDJ               | 14t 40' 11"        |                    |
| 2.                 | Kevin Geniets                  | Groupama-FDJ               | + 48"              |                    |
| 3.                 | Laurens Huys                   | Bingoal-Wallonie Bruxelles | + 2' 19"           |                    |
| 4.                 | Daniel Alejandro Méndez Noreña | Equipo Kern Pharma         | + 2' 19"           |                    |
| 5.                 | Thibault Guernalec             | Arkéa-Samsic               | + 2' 28"           |                    |
| 6.                 | Mathieu Burgaudeau             | Total Direct Énergie       | + 2' 58"           |                    |
| 7.                 | Ibon Ruiz                      | Equipo Kern Pharma         | + 3' 22"           |                    |
| 8.                 | Georg Zimmermann               | CCC Team                   | + 3' 59"           |                    |
| 9.                 | Biniam Girmay                  | Nippo-Delko One Provence   | + 4' 25"           |                    |
| 10.                | Quinn Simmons                  | Trek-Segafredo             | + 5' 08"           |                    |

### Holdkonkurrencen
| Holdkonkurrence | Holdkonkurrence                  | Holdkonkurrence | Holdkonkurrence |
| Hold            | Hold                             | Tid             |                 |
| --------------- | -------------------------------- | --------------- | --------------- |
| 1.              | EF Pro Cycling                   | 44t 01' 40"     |                 |
| 2.              | AG2R La Mondiale                 | + 1' 03"        |                 |
| 3.              | Groupama-FDJ                     | + 1' 21"        |                 |
| 4.              | CCC Team                         | + 3' 55"        |                 |
| 5.              | Cofidis                          | + 4' 27"        |                 |
| 6.              | Alpecin-Fenix                    | + 6' 04"        |                 |
| 7.              | Total Direct Énergie             | + 6' 32"        |                 |
| 8.              | Arkéa-Samsic                     | + 6' 57"        |                 |
| 9.              | B&B Hotels-Vital Concept p/b KTM | + 7' 27"        |                 |
| 10.             | NTT Pro Cycling                  | + 9' 33"        |                 |

## Startliste
| Cofidis COF | Cofidis COF          | Cofidis COF |
| ----------- | -------------------- | ----------- |
| Nr.         | Rytter               | Placering   |
| 1           | Nicolas Edet (FRA)   |             |
| 2           | Dimitri Claeys (BEL) |             |
| 3           | José Herrada (ESP)   |             |
| 4           | Emmanuel Morin (FRA) |             |
| 5           | Anthony Perez (FRA)  |             |
| 6           | Damien Touzé (FRA)   |             |
| 7           | Julien Vermote (BEL) |             |

| AG2R La Mondiale ALM | AG2R La Mondiale ALM         | AG2R La Mondiale ALM |
| -------------------- | ---------------------------- | -------------------- |
| Nr.                  | Rytter                       | Placering            |
| 11                   | Pierre Latour (FRA)          |                      |
| 12                   | François Bidard (FRA)        |                      |
| 13                   | Benoît Cosnefroy (FRA)       |                      |
| 14                   | Alexis Gougeard (FRA)        |                      |
| 15                   | Clément Venturini (FRA)      |                      |
| 16                   | Aurélien Paret-Peintre (FRA) |                      |
| 17                   | Quentin Jauregui (FRA)       |                      |

| Trek-Segafredo TFS | Trek-Segafredo TFS      | Trek-Segafredo TFS |
| ------------------ | ----------------------- | ------------------ |
| Nr.                | Rytter                  | Placering          |
| 21                 | Alex Kirsch (LUX)       |                    |
| 22                 | Emīls Liepiņš (LAT)     |                    |
| 23                 | Jacopo Mosca (ITA)      |                    |
| 24                 | Matteo Moschetti (ITA)  |                    |
| 25                 | Ryan Mullen (IRL)       |                    |
| 26                 | Charlie Quaterman (GBR) |                    |
| 27                 | Quinn Simmons (USA)     |                    |

| Groupama-FDJ GFC | Groupama-FDJ GFC         | Groupama-FDJ GFC |
| ---------------- | ------------------------ | ---------------- |
| Nr.              | Rytter                   | Placering        |
| 31               | Valentin Madouas (FRA)   |                  |
| 32               | Alexys Brunel (FRA)      |                  |
| 33               | Kevin Geniets (LUX)      |                  |
| 34               | Matthieu Ladagnous (FRA) | DNF-1            |
| 35               | Simon Guglielmi (FRA)    |                  |
| 36               | Olivier Le Gac (FRA)     |                  |
| 37               | Benjamin Thomas (FRA)    |                  |

| EF Pro Cycling EF1 | EF Pro Cycling EF1        | EF Pro Cycling EF1 |
| ------------------ | ------------------------- | ------------------ |
| Nr.                | Rytter                    | Placering          |
| 41                 | Sean Bennett (USA)        |                    |
| 42                 | Alberto Bettiol (ITA)     |                    |
| 43                 | Simon Clarke (AUS)        |                    |
| 44                 | Magnus Cort (DEN)         |                    |
| 45                 | Sebastian Langeveld (NED) |                    |
| 46                 | Logan Owen (USA)          |                    |
| 47                 | Julius van den Berg (NED) |                    |

| CCC Team CCC | CCC Team CCC                   | CCC Team CCC |
| ------------ | ------------------------------ | ------------ |
| Nr.          | Rytter                         | Placering    |
| 51           | Kamil Gradek (POL)             |              |
| 52           | Jonas Koch (GER)               |              |
| 53           | Kamil Małecki (POL)            |              |
| 54           | Jakub Mareczko (ITA)           |              |
| 55           | Michał Paluta (POL) (landevej) |              |
| 56           | Gijs Van Hoecke (BEL)          |              |
| 57           | Georg Zimmermann (GER)         |              |

| NTT Pro Cycling NTT | NTT Pro Cycling NTT        | NTT Pro Cycling NTT |
| ------------------- | -------------------------- | ------------------- |
| Nr.                 | Rytter                     | Placering           |
| 61                  | Edvald Boasson Hagen (NOR) |                     |
| 62                  | Michael Gogl (AUT)         |                     |
| 63                  | Michael Valgren (DEN)      |                     |
| 64                  | Andreas Stokbro (DEN)      |                     |
| 65                  | Ben O'Connor (AUS)         |                     |
| 66                  | Jay Robert Thomson (RSA)   |                     |

| B&B Hotels-Vital Concept p/b KTM BVC | B&B Hotels-Vital Concept p/b KTM BVC | B&B Hotels-Vital Concept p/b KTM BVC |
| ------------------------------------ | ------------------------------------ | ------------------------------------ |
| Nr.                                  | Rytter                               | Placering                            |
| 71                                   | Cyril Barthe (FRA)                   |                                      |
| 72                                   | Kris Boeckmans (BEL)                 |                                      |
| 73                                   | Maxime Cam (FRA)                     |                                      |
| 74                                   | Luca Mozzato (ITA)                   |                                      |
| 75                                   | Sebastian Schönberger (AUT)          |                                      |
| 76                                   | Arnaud Courteille (FRA)              |                                      |
| 77                                   | Arthur Vichot (FRA)                  |                                      |

| Sport Vlaanderen-Baloise SVB | Sport Vlaanderen-Baloise SVB | Sport Vlaanderen-Baloise SVB |
| ---------------------------- | ---------------------------- | ---------------------------- |
| Nr.                          | Rytter                       | Placering                    |
| 81                           | Lindsay De Vylder (BEL)      |                              |
| 82                           | Robbe Ghys (BEL)             |                              |
| 83                           | Thimo Willems (BEL)          |                              |
| 84                           | Edward Planckaert (BEL)      |                              |
| 85                           | Kenneth Van Rooy (BEL)       |                              |
| 86                           | Jordi Warlop (BEL)           | DNF-1                        |
| 87                           | Sasha Weemaes (BEL)          |                              |

| Arkéa-Samsic ARK | Arkéa-Samsic ARK         | Arkéa-Samsic ARK |
| ---------------- | ------------------------ | ---------------- |
| Nr.              | Rytter                   | Placering        |
| 91               | Diego Rosa (ITA)         |                  |
| 92               | Romain Le Roux (FRA)     |                  |
| 93               | Thomas Boudat (FRA)      |                  |
| 94               | Thibault Guernalec (FRA) |                  |
| 95               | Clément Russo (FRA)      |                  |
| 96               | Romain Hardy (FRA)       |                  |
| 97               | Alan Riou (FRA)          |                  |

| Bingoal-Wallonie Bruxelles WVA | Bingoal-Wallonie Bruxelles WVA | Bingoal-Wallonie Bruxelles WVA |
| ------------------------------ | ------------------------------ | ------------------------------ |
| Nr.                            | Rytter                         | Placering                      |
| 101                            | Sean De Bie (BEL)              |                                |
| 102                            | Laurens Huys (BEL)             |                                |
| 103                            | Eliot Lietaer (BEL)            |                                |
| 104                            | Ludovic Robeet (BEL)           |                                |
| 105                            | Franklin Six (BEL)             |                                |
| 106                            | Luc Wirtgen (LUX)              |                                |
| 107                            | Lionel Taminiaux (BEL)         |                                |

| Nippo-Delko One Provence NDP | Nippo-Delko One Provence NDP | Nippo-Delko One Provence NDP |
| ---------------------------- | ---------------------------- | ---------------------------- |
| Nr.                          | Rytter                       | Placering                    |
| 111                          | Pierre Barbier (FRA)         |                              |
| 112                          | Fumiyuki Beppu (JPN)         |                              |
| 113                          | Alessandro Fedeli (ITA)      |                              |
| 114                          | Mauro Finetto (ITA)          |                              |
| 115                          | Biniam Girmay (ERI)          |                              |
| 116                          | José Gonçalves (POR)         |                              |
| 117                          | Atsushi Oka (JPN)            |                              |

| Circus-Wanty Gobert CWG | Circus-Wanty Gobert CWG | Circus-Wanty Gobert CWG |
| ----------------------- | ----------------------- | ----------------------- |
| Nr.                     | Rytter                  | Placering               |
| 121                     | Alfdan De Decker (BEL)  |                         |
| 122                     | Aimé De Gendt (BEL)     |                         |
| 123                     | Jasper De Plus (BEL)    |                         |
| 124                     | Tom Devriendt (BEL)     |                         |
| 125                     | Xandro Meurisse (BEL)   |                         |
| 126                     | Boy van Poppel (NED)    |                         |
| 127                     | Danny van Poppel (NED)  |                         |

| Alpecin-Fenix AFC | Alpecin-Fenix AFC          | Alpecin-Fenix AFC |
| ----------------- | -------------------------- | ----------------- |
| Nr.               | Rytter                     | Placering         |
| 131               | Dries De Bondt (BEL)       |                   |
| 132               | Alexander Krieger (GER)    |                   |
| 133               | Senne Leysen (BEL)         |                   |
| 134               | Roy Jans (BEL)             |                   |
| 135               | Jimmy Janssens (BEL)       |                   |
| 136               | Alexander Richardson (GBR) |                   |
| 137               | Scott Thwaites (GBR)       |                   |

| Total Direct Énergie TDE | Total Direct Énergie TDE | Total Direct Énergie TDE |
| ------------------------ | ------------------------ | ------------------------ |
| Nr.                      | Rytter                   | Placering                |
| 141                      | Mathieu Burgaudeau (FRA) |                          |
| 142                      | Lilian Calmejane (FRA)   |                          |
| 143                      | Jérôme Cousin (FRA)      |                          |
| 144                      | Jonathan Hivert (FRA)    |                          |
| 145                      | Lorrenzo Manzin (FRA)    |                          |
| 146                      | Paul Ourselin (FRA)      |                          |
| 147                      | Anthony Turgis (FRA)     |                          |

| Saint Michel-Auber 93 AUB | Saint Michel-Auber 93 AUB | Saint Michel-Auber 93 AUB |
| ------------------------- | ------------------------- | ------------------------- |
| Nr.                       | Rytter                    | Placering                 |
| 151                       | Bryan Alaphilippe (FRA)   |                           |
| 152                       | Morne van Niekerk (RSA)   |                           |
| 153                       | Adrien Guillonnet (FRA)   |                           |
| 154                       | Tony Hurel (FRA)          |                           |
| 155                       | Anthony Maldonado (FRA)   |                           |
| 156                       | Baptiste Bleier (FRA)     |                           |
| 157                       | Flavien Maurelet (FRA)    |                           |

| Equipo Kern Pharma EKP | Equipo Kern Pharma EKP               | Equipo Kern Pharma EKP |
| ---------------------- | ------------------------------------ | ---------------------- |
| Nr.                    | Rytter                               | Placering              |
| 161                    | Roger Adrià (ESP)                    |                        |
| 162                    | Francisco Galván (ESP)               |                        |
| 163                    | Martí Márquez (ESP)                  |                        |
| 164                    | Martín Bouzas (ESP)                  |                        |
| 165                    | Daniel Alejandro Méndez Noreña (COL) |                        |
| 166                    | Ibon Ruiz (ESP)                      |                        |
| 167                    | Sergio Tu (TPE)                      | DNF-1                  |

| Natura4Ever-Roubaix Lille Métropole NRL | Natura4Ever-Roubaix Lille Métropole NRL | Natura4Ever-Roubaix Lille Métropole NRL |
| --------------------------------------- | --------------------------------------- | --------------------------------------- |
| Nr.                                     | Rytter                                  | Placering                               |
| 171                                     | Christophe Masson (FRA)                 |                                         |
| 172                                     | Tom Dernies (BEL)                       |                                         |
| 173                                     | Julien Antomarchi (FRA)                 |                                         |
| 174                                     | Samuel Leroux (FRA)                     |                                         |
| 175                                     | Jordan Levasseur (FRA)                  |                                         |
| 176                                     | Jérémy Leveau (FRA)                     |                                         |
| 177                                     | Emiel Vermeulen (BEL)                   |                                         |

| Beltrami TSA-Marchiol BTM | Beltrami TSA-Marchiol BTM | Beltrami TSA-Marchiol BTM |
| ------------------------- | ------------------------- | ------------------------- |
| Nr.                       | Rytter                    | Placering                 |
| 181                       | Filippo Baroncini (ITA)   |                           |
| 182                       | Gregorio Ferri (ITA)      |                           |
| 183                       | Marco Grendene (ITA)      |                           |
| 184                       | Massimo Orlandi (ITA)     |                           |
| 185                       | Nicolò Parisini (ITA)     |                           |
| 186                       | Thomas Pesenti (ITA)      |                           |
| 187                       | Matúš Štoček (SVK)        |                           |

| Cambodia Cycling Academy CCA | Cambodia Cycling Academy CCA | Cambodia Cycling Academy CCA |
| ---------------------------- | ---------------------------- | ---------------------------- |
| Nr.                          | Rytter                       | Placering                    |
| 191                          | Samy Aurignac (FRA)          |                              |
| 192                          | Florian Dumourier (FRA)      |                              |
| 193                          | Gabriel Muller (FRA)         | DNF-1                        |
| 194                          | Florian Hudry (FRA)          |                              |
| 195                          | Antoine Berlin (MON)         | DNF-1                        |
| 196                          | Matvej Mamykin (RUS)         | DNF-1                        |
| 197                          | Roman Majkin (RUS)           |                              |

| Cofidis COF | Cofidis COF          | Cofidis COF |
| ----------- | -------------------- | ----------- |
| Nr.         | Rytter               | Placering   |
| 1           | Nicolas Edet (FRA)   |             |
| 2           | Dimitri Claeys (BEL) |             |
| 3           | José Herrada (ESP)   |             |
| 4           | Emmanuel Morin (FRA) |             |
| 5           | Anthony Perez (FRA)  |             |
| 6           | Damien Touzé (FRA)   |             |
| 7           | Julien Vermote (BEL) |             |

| AG2R La Mondiale ALM | AG2R La Mondiale ALM         | AG2R La Mondiale ALM |
| -------------------- | ---------------------------- | -------------------- |
| Nr.                  | Rytter                       | Placering            |
| 11                   | Pierre Latour (FRA)          |                      |
| 12                   | François Bidard (FRA)        |                      |
| 13                   | Benoît Cosnefroy (FRA)       |                      |
| 14                   | Alexis Gougeard (FRA)        |                      |
| 15                   | Clément Venturini (FRA)      |                      |
| 16                   | Aurélien Paret-Peintre (FRA) |                      |
| 17                   | Quentin Jauregui (FRA)       |                      |

| Trek-Segafredo TFS | Trek-Segafredo TFS      | Trek-Segafredo TFS |
| ------------------ | ----------------------- | ------------------ |
| Nr.                | Rytter                  | Placering          |
| 21                 | Alex Kirsch (LUX)       |                    |
| 22                 | Emīls Liepiņš (LAT)     |                    |
| 23                 | Jacopo Mosca (ITA)      |                    |
| 24                 | Matteo Moschetti (ITA)  |                    |
| 25                 | Ryan Mullen (IRL)       |                    |
| 26                 | Charlie Quaterman (GBR) |                    |
| 27                 | Quinn Simmons (USA)     |                    |

| Groupama-FDJ GFC | Groupama-FDJ GFC         | Groupama-FDJ GFC |
| ---------------- | ------------------------ | ---------------- |
| Nr.              | Rytter                   | Placering        |
| 31               | Valentin Madouas (FRA)   |                  |
| 32               | Alexys Brunel (FRA)      |                  |
| 33               | Kevin Geniets (LUX)      |                  |
| 34               | Matthieu Ladagnous (FRA) | DNF-1            |
| 35               | Simon Guglielmi (FRA)    |                  |
| 36               | Olivier Le Gac (FRA)     |                  |
| 37               | Benjamin Thomas (FRA)    |                  |

| EF Pro Cycling EF1 | EF Pro Cycling EF1        | EF Pro Cycling EF1 |
| ------------------ | ------------------------- | ------------------ |
| Nr.                | Rytter                    | Placering          |
| 41                 | Sean Bennett (USA)        |                    |
| 42                 | Alberto Bettiol (ITA)     |                    |
| 43                 | Simon Clarke (AUS)        |                    |
| 44                 | Magnus Cort (DEN)         |                    |
| 45                 | Sebastian Langeveld (NED) |                    |
| 46                 | Logan Owen (USA)          |                    |
| 47                 | Julius van den Berg (NED) |                    |

| CCC Team CCC | CCC Team CCC                   | CCC Team CCC |
| ------------ | ------------------------------ | ------------ |
| Nr.          | Rytter                         | Placering    |
| 51           | Kamil Gradek (POL)             |              |
| 52           | Jonas Koch (GER)               |              |
| 53           | Kamil Małecki (POL)            |              |
| 54           | Jakub Mareczko (ITA)           |              |
| 55           | Michał Paluta (POL) (landevej) |              |
| 56           | Gijs Van Hoecke (BEL)          |              |
| 57           | Georg Zimmermann (GER)         |              |

| NTT Pro Cycling NTT | NTT Pro Cycling NTT        | NTT Pro Cycling NTT |
| ------------------- | -------------------------- | ------------------- |
| Nr.                 | Rytter                     | Placering           |
| 61                  | Edvald Boasson Hagen (NOR) |                     |
| 62                  | Michael Gogl (AUT)         |                     |
| 63                  | Michael Valgren (DEN)      |                     |
| 64                  | Andreas Stokbro (DEN)      |                     |
| 65                  | Ben O'Connor (AUS)         |                     |
| 66                  | Jay Robert Thomson (RSA)   |                     |

| B&B Hotels-Vital Concept p/b KTM BVC | B&B Hotels-Vital Concept p/b KTM BVC | B&B Hotels-Vital Concept p/b KTM BVC |
| ------------------------------------ | ------------------------------------ | ------------------------------------ |
| Nr.                                  | Rytter                               | Placering                            |
| 71                                   | Cyril Barthe (FRA)                   |                                      |
| 72                                   | Kris Boeckmans (BEL)                 |                                      |
| 73                                   | Maxime Cam (FRA)                     |                                      |
| 74                                   | Luca Mozzato (ITA)                   |                                      |
| 75                                   | Sebastian Schönberger (AUT)          |                                      |
| 76                                   | Arnaud Courteille (FRA)              |                                      |
| 77                                   | Arthur Vichot (FRA)                  |                                      |

| Sport Vlaanderen-Baloise SVB | Sport Vlaanderen-Baloise SVB | Sport Vlaanderen-Baloise SVB |
| ---------------------------- | ---------------------------- | ---------------------------- |
| Nr.                          | Rytter                       | Placering                    |
| 81                           | Lindsay De Vylder (BEL)      |                              |
| 82                           | Robbe Ghys (BEL)             |                              |
| 83                           | Thimo Willems (BEL)          |                              |
| 84                           | Edward Planckaert (BEL)      |                              |
| 85                           | Kenneth Van Rooy (BEL)       |                              |
| 86                           | Jordi Warlop (BEL)           | DNF-1                        |
| 87                           | Sasha Weemaes (BEL)          |                              |

| Arkéa-Samsic ARK | Arkéa-Samsic ARK         | Arkéa-Samsic ARK |
| ---------------- | ------------------------ | ---------------- |
| Nr.              | Rytter                   | Placering        |
| 91               | Diego Rosa (ITA)         |                  |
| 92               | Romain Le Roux (FRA)     |                  |
| 93               | Thomas Boudat (FRA)      |                  |
| 94               | Thibault Guernalec (FRA) |                  |
| 95               | Clément Russo (FRA)      |                  |
| 96               | Romain Hardy (FRA)       |                  |
| 97               | Alan Riou (FRA)          |                  |

| Bingoal-Wallonie Bruxelles WVA | Bingoal-Wallonie Bruxelles WVA | Bingoal-Wallonie Bruxelles WVA |
| ------------------------------ | ------------------------------ | ------------------------------ |
| Nr.                            | Rytter                         | Placering                      |
| 101                            | Sean De Bie (BEL)              |                                |
| 102                            | Laurens Huys (BEL)             |                                |
| 103                            | Eliot Lietaer (BEL)            |                                |
| 104                            | Ludovic Robeet (BEL)           |                                |
| 105                            | Franklin Six (BEL)             |                                |
| 106                            | Luc Wirtgen (LUX)              |                                |
| 107                            | Lionel Taminiaux (BEL)         |                                |

| Nippo-Delko One Provence NDP | Nippo-Delko One Provence NDP | Nippo-Delko One Provence NDP |
| ---------------------------- | ---------------------------- | ---------------------------- |
| Nr.                          | Rytter                       | Placering                    |
| 111                          | Pierre Barbier (FRA)         |                              |
| 112                          | Fumiyuki Beppu (JPN)         |                              |
| 113                          | Alessandro Fedeli (ITA)      |                              |
| 114                          | Mauro Finetto (ITA)          |                              |
| 115                          | Biniam Girmay (ERI)          |                              |
| 116                          | José Gonçalves (POR)         |                              |
| 117                          | Atsushi Oka (JPN)            |                              |

| Circus-Wanty Gobert CWG | Circus-Wanty Gobert CWG | Circus-Wanty Gobert CWG |
| ----------------------- | ----------------------- | ----------------------- |
| Nr.                     | Rytter                  | Placering               |
| 121                     | Alfdan De Decker (BEL)  |                         |
| 122                     | Aimé De Gendt (BEL)     |                         |
| 123                     | Jasper De Plus (BEL)    |                         |
| 124                     | Tom Devriendt (BEL)     |                         |
| 125                     | Xandro Meurisse (BEL)   |                         |
| 126                     | Boy van Poppel (NED)    |                         |
| 127                     | Danny van Poppel (NED)  |                         |

| Alpecin-Fenix AFC | Alpecin-Fenix AFC          | Alpecin-Fenix AFC |
| ----------------- | -------------------------- | ----------------- |
| Nr.               | Rytter                     | Placering         |
| 131               | Dries De Bondt (BEL)       |                   |
| 132               | Alexander Krieger (GER)    |                   |
| 133               | Senne Leysen (BEL)         |                   |
| 134               | Roy Jans (BEL)             |                   |
| 135               | Jimmy Janssens (BEL)       |                   |
| 136               | Alexander Richardson (GBR) |                   |
| 137               | Scott Thwaites (GBR)       |                   |

| Total Direct Énergie TDE | Total Direct Énergie TDE | Total Direct Énergie TDE |
| ------------------------ | ------------------------ | ------------------------ |
| Nr.                      | Rytter                   | Placering                |
| 141                      | Mathieu Burgaudeau (FRA) |                          |
| 142                      | Lilian Calmejane (FRA)   |                          |
| 143                      | Jérôme Cousin (FRA)      |                          |
| 144                      | Jonathan Hivert (FRA)    |                          |
| 145                      | Lorrenzo Manzin (FRA)    |                          |
| 146                      | Paul Ourselin (FRA)      |                          |
| 147                      | Anthony Turgis (FRA)     |                          |

| Saint Michel-Auber 93 AUB | Saint Michel-Auber 93 AUB | Saint Michel-Auber 93 AUB |
| ------------------------- | ------------------------- | ------------------------- |
| Nr.                       | Rytter                    | Placering                 |
| 151                       | Bryan Alaphilippe (FRA)   |                           |
| 152                       | Morne van Niekerk (RSA)   |                           |
| 153                       | Adrien Guillonnet (FRA)   |                           |
| 154                       | Tony Hurel (FRA)          |                           |
| 155                       | Anthony Maldonado (FRA)   |                           |
| 156                       | Baptiste Bleier (FRA)     |                           |
| 157                       | Flavien Maurelet (FRA)    |                           |

| Equipo Kern Pharma EKP | Equipo Kern Pharma EKP               | Equipo Kern Pharma EKP |
| ---------------------- | ------------------------------------ | ---------------------- |
| Nr.                    | Rytter                               | Placering              |
| 161                    | Roger Adrià (ESP)                    |                        |
| 162                    | Francisco Galván (ESP)               |                        |
| 163                    | Martí Márquez (ESP)                  |                        |
| 164                    | Martín Bouzas (ESP)                  |                        |
| 165                    | Daniel Alejandro Méndez Noreña (COL) |                        |
| 166                    | Ibon Ruiz (ESP)                      |                        |
| 167                    | Sergio Tu (TPE)                      | DNF-1                  |

| Natura4Ever-Roubaix Lille Métropole NRL | Natura4Ever-Roubaix Lille Métropole NRL | Natura4Ever-Roubaix Lille Métropole NRL |
| --------------------------------------- | --------------------------------------- | --------------------------------------- |
| Nr.                                     | Rytter                                  | Placering                               |
| 171                                     | Christophe Masson (FRA)                 |                                         |
| 172                                     | Tom Dernies (BEL)                       |                                         |
| 173                                     | Julien Antomarchi (FRA)                 |                                         |
| 174                                     | Samuel Leroux (FRA)                     |                                         |
| 175                                     | Jordan Levasseur (FRA)                  |                                         |
| 176                                     | Jérémy Leveau (FRA)                     |                                         |
| 177                                     | Emiel Vermeulen (BEL)                   |                                         |

| Beltrami TSA-Marchiol BTM | Beltrami TSA-Marchiol BTM | Beltrami TSA-Marchiol BTM |
| ------------------------- | ------------------------- | ------------------------- |
| Nr.                       | Rytter                    | Placering                 |
| 181                       | Filippo Baroncini (ITA)   |                           |
| 182                       | Gregorio Ferri (ITA)      |                           |
| 183                       | Marco Grendene (ITA)      |                           |
| 184                       | Massimo Orlandi (ITA)     |                           |
| 185                       | Nicolò Parisini (ITA)     |                           |
| 186                       | Thomas Pesenti (ITA)      |                           |
| 187                       | Matúš Štoček (SVK)        |                           |

| Cambodia Cycling Academy CCA | Cambodia Cycling Academy CCA | Cambodia Cycling Academy CCA |
| ---------------------------- | ---------------------------- | ---------------------------- |
| Nr.                          | Rytter                       | Placering                    |
| 191                          | Samy Aurignac (FRA)          |                              |
| 192                          | Florian Dumourier (FRA)      |                              |
| 193                          | Gabriel Muller (FRA)         | DNF-1                        |
| 194                          | Florian Hudry (FRA)          |                              |
| 195                          | Antoine Berlin (MON)         | DNF-1                        |
| 196                          | Matvej Mamykin (RUS)         | DNF-1                        |
| 197                          | Roman Majkin (RUS)           |                              |